# Gynacantha apicalis
Gynacantha apicalis är en trollsländeart som beskrevs av Fraser 1924. Gynacantha apicalis ingår i släktet Gynacantha och familjen mosaiktrollsländor. IUCN kategoriserar arten globalt som otillräckligt studerad. Inga underarter finns listade i Catalogue of Life.